# Ушуллу, Илья Ильич
Илья́ Ильи́ч Ушуллу́ (22 июня 1985, Чирчик, Ташкентская область, Узбекская ССР) — российский оперный и эстрадный певец
(бас), один из вокалистов ГБУК города Москвы «Москонцерт», артист, поэт, композитор, продюсер, кандидат искусствоведения, руководитель творческой комиссии «Академический вокал» Московского музыкального общества, лауреат международных и всероссийских конкурсов.

## Биография
Илья Ушуллу родился в 1985 году в семье военнослужащего в городе Чирчик Ташкентской области, Узбекская ССР, где ранее его отец, Ушуллу Илья Владимирович, проходил обучение в Ташкентском высшем танковом командном училище. Семье пришлось часто переезжать по местам службы отца: Завитинск, Дебрецен, Днепропетровск. В 1990 году произошёл окончательный переезд в Москву, где Ушуллу в дальнейшем учился музыке. В музыкальную школу он поступил в 9 лет, учился игре на скрипке и фортепиано.

### Образование
В 2008 окончил Российскую академию музыки имени Гнесиных по специальности «Сольное пение». Продолжил образование в Центре оперного пения Галины Вишневской. Совершенствовал свою вокальную технику в мастер-классах таких музыкантов, как Мауро Тромбетта, Юджин Кон, Тито Капобьянко, Шерил Милнз, Верена Келлер, Андреас Ковалевич. Стажировался в Швейцарии (Internationale Opernwerkstatt 2012). В 2013 окончил аспирантуру вокального факультета кафедры сольного пения Московской государственной консерватории им. П. И. Чайковского и получил квалификацию «Преподаватель высшей школы». На следующий год, после защиты кандидатской диссертации под руководством доктора искусствоведения, профессора А. И. Демченко, Илье Ушуллу присвоена учёная степень кандидата искусствоведения.

### Творчество
Илья Ушуллу выступает во многих залах и концертных площадках в России и за рубежом, среди которых: Дом Союзов (Колонный, Октябрьский залы), Московский международный дом музыки (Светлановский, Камерный, Театральный залы), Центральный дом работников искусств, Московский государственный выставочный зал «Новый Манеж», Московская государственная консерватория имени П. И. Чайковского (Большой, Малый, Рахманиновский залы), Зал церковных соборов Храма Христа Спасителя, Московский концертный зал «Зарядье», Центральный дом учёных (Большой зал).
Илья Ушуллу сотрудничает со многими оркестрами: Академический большой концертный оркестр им. Ю. В. Силантьева (дир. Александр Клевицкий), Центральный военный оркестр Министерства обороны РФ (дир. Сергей Дурыгин, Константин Петрович, Александр Соловьёв), Московский камерный оркестр «Времена года» (дир. Владислав Булахов), Камерный оркестр «Московская камерата» (дир. Николай Соколов), Симфонический оркестр Белгородской государственной филармонии (дир. Дмитрий Филатов) и многими другими.
Ушуллу выступает с различными коллективами: Камерный хор Московской консерватории (дир. Александр Соловьёв), Государственная академическая хоровая капелла России имени А. А. Юрлова, Государственный ансамбль русской музыки и танца «Садко» (дир. Денис Забавский), Ансамбль гусляров «Волшебные струны», Ансамбль старинной музыки «Laudes», Государственный квартет имени П. И. Чайковского, Ансамбль гусляров «Купина», Ансамбль духовной музыки «Благовест», Ансамбль старинных инструментов «Arte-Fakt», «Российское трио», Ансамбль солистов «Fandango», «Sedov Jazz Trio», Ансамбль «Галерея актуальной музыки» (дир. Айрат Кашаев), «Агафонников-Бэнд», с пианистами и органистами.
Гастролировал в Германии, Польше, Швейцарии, а также во многих городах России.
В 2017 участвовал в проекте «Музыка в метро», созданного Департаментом транспорта и Московским метрополитеном. С этого же времени он является членом Художественного Совета КФО «Москонцерта» и членом Международного союза музыкальных деятелей. Илья Ушуллу — автор проекта «Музыка для всех», проходящего в Центральном доме работников искусств (Москва); автор идеи и руководитель Международного фестиваля вокального искусства «Тембр». В 2018 году вышел в свет авторский альбом Ильи Ушуллу под названием «Школьные годы», где были представлены 11 эстрадных песен (музыка и слова Ильи Ушуллу).
Член Народного клуба любителей русских басов c 2010 года. С 2015 — руководитель творческой комиссии «Академический вокал» Московского музыкального общества. С 2016 года — член Российского музыкального союза. C 2018 года — эксперт Департамента культуры города Москвы в номинации «Академический вокал» (Вокально-хоровой жанр) по присвоению, подтверждению званий «Московский городской творческий коллектив», «Ведущий творческий коллектив города Москвы», «Московская городская творческая студия», «Ведущая творческая студия города Москвы». С 2019 года член Евразийского совета композиторов и музыкальных деятелей, также в этом году являлся руководителем проекта "Международный молодёжный фестиваль-конкурс вокального искусства «Русский Бас». С 2020 года — ответственный секретарь художественного совета КФО Москонцерта и с 2021 — член Российского творческого Союза работников культуры. С 2021 — член Российского авторского общества, с 2022 — художественный руководитель Народного клуба любителей русских басов.
В ноябре 2014 года озвучил Фёдора Ивановича Шаляпина в сериале «Орлова и Александров» (показан весной 2015 года на Первом канале, режиссёр — Виталий Москаленко). В ноябре 2015 года Ушуллу дебютировал в театрально-музыкальном шоу группы «Король и шут» и продюсерской компании «Театральное дело»: рок-мюзикле «TODD» в партии Мясника.
С 2020 года Илья Ушуллу — постоянный участник программы «Доброе утро», которая выходит в прямом эфире на «Первом канале».
В 2021 году участвовал в эстафете Памяти и Славы по городам России Народного клуба любителей русских басов «Поклонимся великим тем годам» (Солнечногорск, Елец, Тула, Серпухов, Ржев, Можайск, Дмитров, Тверь).

## Конкурсы
- В 2007 — лауреат Международного конкурса вокалистов «Искусство XXI века» (Италия)[36].
- В 2014 — лауреат IX-го Московского Открытого конкурса «Романсиада без границ» (Москва)[37], награждён «Почётной грамотой» за участие в финале II-ого Всероссийского музыкального конкурса (Москва).
- В 2016 — лауреат Всероссийского музыкального фестиваля молодых композиторов и исполнителей «Поклонимся великим тем годам…» (Железнодорожный), удостоен диплома Гран-при, а также почётной медали IX Всероссийского фестиваля-конкурса народного искусства «Хранители наследия России» (Красногорск)[1].
- В 2021 — лауреат (золотая медаль) Международного конкурса «Искусство Совершенство Признание» — 2021 (осенний сезон)[38]

## Награды
- В 2013 был награждён юбилейной медалью «140 лет Ф. И. Шаляпина» литературно-музыкального музея «Дача Шаляпина» (Кисловодск).[источник не указан 425 дней][значимость факта?]
- В 2020 награждён общественной медалью «За труды в просвещении, культуре, искусстве и литературе» и благодарностью Министра Правительства Москвы, руководителя Департамента города Москвы А. В. Кибовского.[источник не указан 425 дней][значимость факта?]
- В 2021 удостоен звания «Глас Ангельский Руси» и награды «Ангел трубящий» в номинации «Глас», а также нагрудным знаком «Ангел трубящий» Межрегионального благотворительного общественного фонда «Глас Ангельский Руси» (Подмосковье)[39],[значимость факта?] награждён статуэткой «За отзывчивость и инициативность», а также дипломом «За личный вклад в дело сохранения памяти Защитников Отечества и культурно-исторического наследия страны» благотворительного фонда «Достойная память»[40][1].[значимость факта?]
- Благодарность Мэра Москвы (24 октября 2024 года) — за вклад в развитие культуры в городе Москве и многолетний добросовестный труд[41]

## Семья
Жена — Ушуллу Людмила Александровна (1986) — виолончелистка, сын — Ушуллу Платон Ильич (2010), сын Глеб (2012), дочь Александра (род. декабрь 2023).